# Сен-При (коммуна)
Сен-При (фр. Saint-Priest, окс. Sant Priest) — коммуна во Франции, находится в регионе Рона — Альпы. Департамент коммуны — Ардеш. Входит в состав кантона Прива. Округ коммуны — Прива.
Код INSEE коммуны 07288.

## Население
Население коммуны на 2008 год составляло 1231 человек.
| 1962 | 1968 | 1975 | 1982 | 1990 | 1999 | 2008 |
| ---- | ---- | ---- | ---- | ---- | ---- | ---- |
| 481  | 486  | 550  | 749  | 968  | 1107 | 1231 |

## Экономика
В 2007 году среди 806 человек в трудоспособном возрасте (15-64 лет) 629 были экономически активными, 177 — неактивными (показатель активности — 78,0 %, в 1999 году было 75,6 %). Из 629 активных работали 590 человек (308 мужчин и 282 женщины), безработных было 39 (23 мужчины и 16 женщин). Среди 177 неактивных 64 человека были учениками или студентами, 75 — пенсионерами, 38 были неактивными по другим причинам.